# Euxoa sjostedti
Euxoa sjostedti är en fjärilsart som beskrevs av Corti 1929. Euxoa sjostedti ingår i släktet Euxoa och familjen nattflyn. Inga underarter finns listade i Catalogue of Life.